# Karidjo Mahamadou
Karidjo Mahamadou est un homme politique nigérien, ministre des Transports du Niger entre le 30 octobre 2017 et 2021, ministre de la Défense nationale dans le gouvernement Brigi Rafini d'avril 2011 à janvier 2016 et ancien président de la haute cour de justice du Niger. Il est membre du Parti nigérien pour la démocratie et le socialisme (PNDS).

## Biographie
Professeur de formation, Mahamadou est un membre fondateur du PNDS. Lorsque le parti organise sa première Assemblée générale constitutive, les 23 et 24 décembre 1990, il est nommé premier-vice Secrétaire de l'organisation. Il est élu à l'Assemblée nationale nigérienne en tant que candidat PNDS lors des élections de février 1993. Pendant la période qui suit, il est préfet de la région de Maradi.
Au 4e Congrès ordinaire du PNDS, tenu les 4 et 5 septembre 2004, Mahamadou est élu quatrième vice-Secrétaire général du parti. Il conserve cette fonction lors du 5e Congrès ordinaire, tenu le 18 juillet 2009.
Le 21 avril 2011, après la victoire de Mahamadou Issoufou à l'élection présidentielle de 2011, Karidjo Mahamadou est nommé ministre de la Défense nationale,. Il prend ses fonctions lors d'une cérémonie le 26 avril 2011, en présence de l'ancien ministre de la défense nationale Mamadou Ousseini.
À son arrivée au ministère de la Défense en septembre 2019, Issoufou Katambé lance un audit sur la gestion des marchés au ministère, à la demande du président Mahamadou Issoufou. Karidjo, ainsi qu'un de ses successeurs au ministère de la Défense, Kalla Moutari, sont associés à plusieurs cas de surfacturation voire de fausses factures. Pour la période 2014-2019, le rapport d'audit estime les détournements à 76 milliards de FCFA (soit 110 millions d'euros). Le rapport est transmis à la justice nigérienne en avril 2020,.

## Sources